# عباس
عباس یک نام عربی به معنی «شیر بیشه، شیری که شیران از او بگریزند، عبوس یا اخمو» است. این نام در کشورهای مسلمان روی پسران گذاشته می‌شود.

## نام کوچک

### شاهان
- شاه عباس یکم، شاه صفوی
- شاه عباس سوم، شاه صفوی
- شاه عباس دوم، شاه صفوی
- عباس میرزا، شاهزاده قاجار

### ورزشکاران
- عباس آقایی، بازیکن فوتبال
- عباس جدیدی، کشتی‌گیر
- عباس دباغی، کشتی‌گیر
- عباس صمیمی، پرتابگر دیسک
- عباس محمدی، بازیکن فوتبال
- عباس بوعذار، بازیکن فوتبال

### سیاست‌مداران
- عباس اسدی سمیع - نماینده مجلس شورای ملی
- عباس امیرانتظام - معاون نخست‌وزیر [[دولت موقت
- عباس عبدی - فعال سیاسی اصلاح طلب و عضو شورای مرکزی جبهه مشارکت
- سید عباس موسوی (روحانی) - دبیرکل سابق حزب‌الله لبنان
- امیرعباس هویدا - نخست‌وزیر ایران در حکومت پهلویدوم
- عباس کوشا - فعال سیاسی اصلاح طلب و عضو شورای مرکزی جبهه مشارکت
- سید عباس عراقچی معاون وزیر امور خارجه، عضو تیم مذاکره‌کننده برجام

### مذهبی
- عباس بن عبدالمطلب: عموی محمد، پیامبر اسلام.
- عباس بن علی مشهور به ابوالفضل: برادر حسین بن علی که به همراه او در کربلا جنگید.
- شیخ عباس قمی، عالم شیعه
- عباس مهری، فقیه
- عباس امام‌جمعه قاری قرآن

### نویسنده، شاعر، مترجم و پژوهشگر
- عباس اقبال آشتیانی
- عباس خلیلی
- عباس زریاب خویی
- عباس سماکار
- عباس صفاری
- عباس معروفی
- عباس میلانی
- عباس یمینی‌شریف
- عباس امانت - تاریخ‌شناس
- عباس حری - استاد دانشگاه
- عباس سحاب - جغرافیدان
- عباس عدالت - استاد دانشگاه
- عباس علیزاده - باستان‌شناس
- عباس مهرپویا (مترجم)
- عباس منوچهری - استاد فلسفه سیاسی

### هنرمندان
- عباس عطار - عکاس
- عباس قانع - پیکره‌تراش
- عباس کاتوزیان - نقاش
- عباس کیارستمی - کارگردان سینما
- عباس مهرپویا (خواننده)
- عباس نوری - خوشنویس

### نظامی
- عباس بابایی - خلبان جنگ ایران و عراق
- عباس دوران - خلبان جنگ ایران و عراق
- عباس کریمی - فرمانده سپاه پاسداران
- عباس نیلفروشان- فرمانده سپاه لبنان

### دیگر
- عباس‌آقا تبریزی - قاتل میرزا علی اصغرخان امین السلطان
- عباس پالیزدار
- عباس بن فرناس - دانشمند و مخترع مسلمان
- عباس شمس - استاد علوم غریبه و عرفانی و ربانی

## نام خانوادگی
- محمود عباس - رئیس‌جمهور فلسطین